# Равский повет
Равский повет (пол. Powiat rawski) — повет (район) в Польше, входит как административная единица в Лодзинское воеводство. Центр повета — город Рава-Мазовецка. Занимает площадь 646,6 км². Население — 49 239 человек (на 31 декабря 2015 года).

## Административное деление
- города: Рава-Мазовецка, Бяла-Равска
- городские гмины: Рава-Мазовецка
- городско-сельские гмины: Гмина Бяла-Равска
- сельские гмины: Гмина Целёндз, Гмина Рава-Мазовецка, Гмина Регнув, Гмина Садковице

## Демография
Население повета дано на 31 декабря 2015 года.
| Перепись            | Всего  | Мужчины | Женщины |
| ------------------- | ------ | ------- | ------- |
| Всего               | 49 239 | 24 327  | 24 912  |
| Городское население | 20 823 | 10 001  | 10 822  |
| Сельское население  | 28 416 | 14 326  | 14 090  |